# Illa maritimofluvial

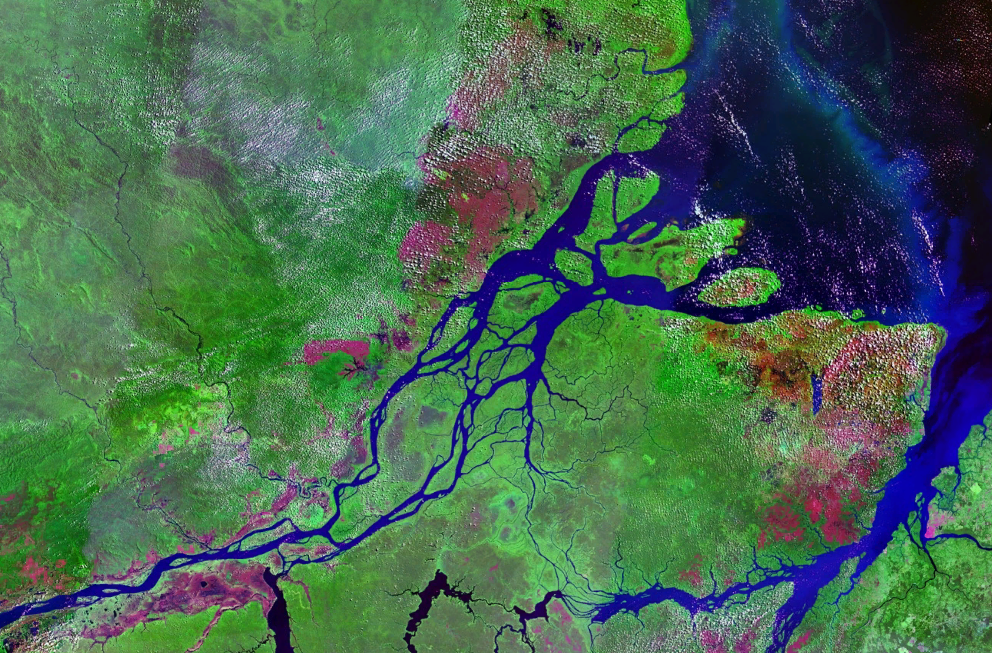
Illa de Marajó. Delta del riu Amazones, estat de Pará (Brasil)

Una illa maritimofluvial és una illa formada per sediments d'origen fluvial entre dos braços en la desembocadura d'un riu al mar, com l'illa de Buda, al delta de l'Ebre.
Les illes maritimofluvials o sedimentàries es formen a la desembocadura i principalment en els deltes on predomina la potència fluvial sobre la marina. S'originen per la deposició o acreció de sediments, és a dir, per l'acumulació de sorres, graves, llims i argiles, que són arrossegats pel corrent del riu fins a la mar.
Aquestes illes sovint formen part d'un delta, com els deltes de l'Ebre, el Ganges, el Mississipi, l'Orinoco, el Nil o el Paraná.
L'illa de Marajó, a la desembocadura del riu Amazones, és l'illa sedimentària més gran de la Terra, amb una extensió de 40.100 km².